# Windspiel (kinematisch)

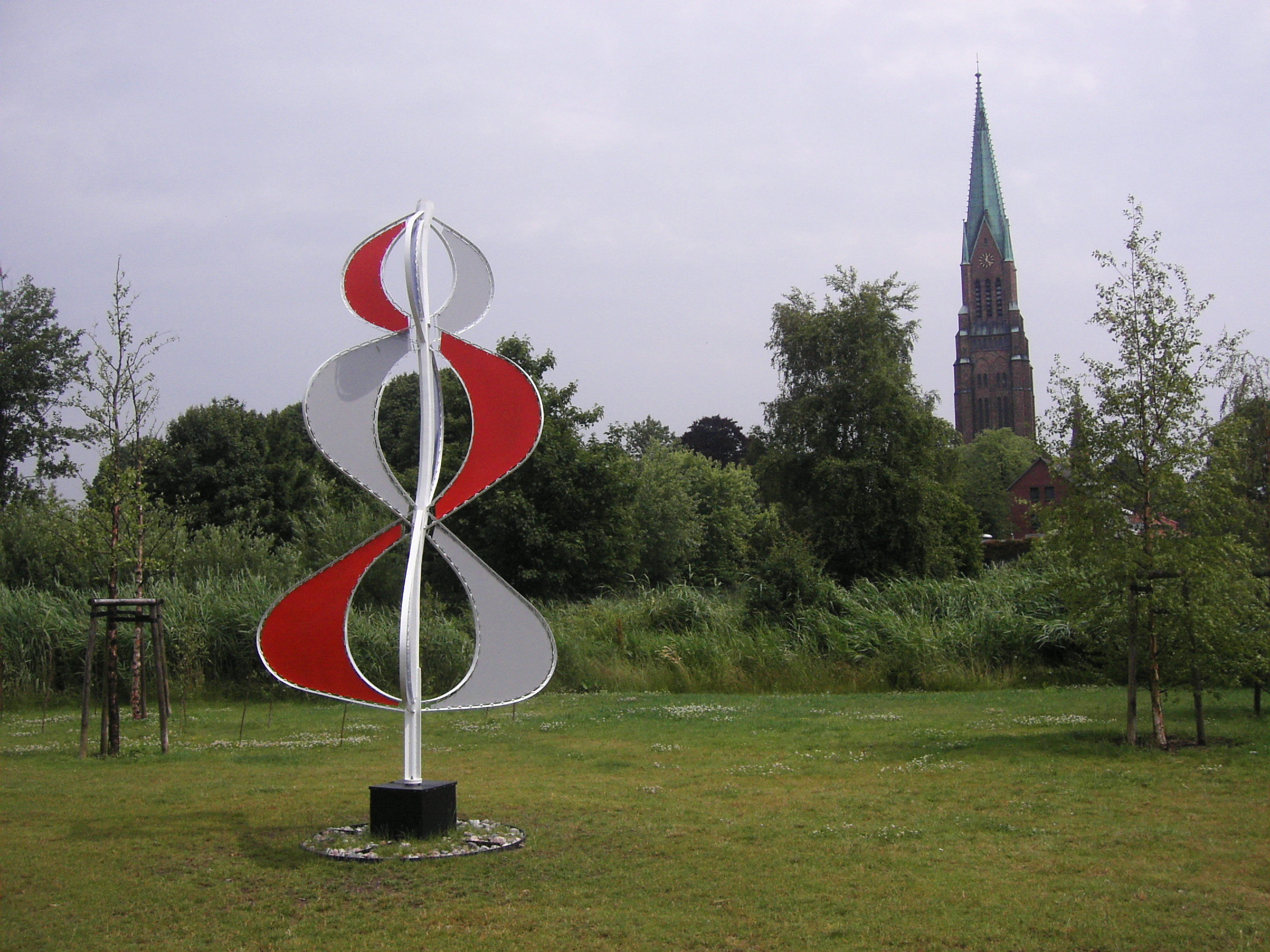
Spiralen-Windspiel

Ein Windspiel ist ein Dekorationsobjekt, das ein oder mehrere Bestandteile enthält, die vom Wind in Bewegung – zumeist Rotation – versetzt werden.
Es dient nicht zur Verrichtung von Arbeit wie bei einer Windmühle oder der Stromerzeugung wie ein Windrad und besitzt im Allgemeinen keine komplizierte Mechanik wie zum Beispiel ein Whirligig.
Ein Windrad ist ein Kinderspielzeug. Ein Mobile ist ein durch Wind bewegtes Kunstwerk. Windspiele, die Töne oder Klänge erzeugen, werden im Artikel Windspiel (Instrument) beschrieben.